# Kinosternoidea
Kinosternoidea é uma superfamília de tartarugas aquáticas que incluem três famílias: Dermatemydidae (tartaruga-mesoamericana-do-rio), Kinosternidae, (tartarugas-do-lodo) e as Platysternidae (tartarugas-de-cabeça-grande).
Estas são normalmente consideradas como famílias independentes das Trionychoidea, muitas das quais representam vários membros plesiomórficos, que compartilham alguns traços peculiarmente avançados. Estas apomorfias juntamente com o "primitivismo" geral foram o motivo que levou os cientistas a tomarem conclusões erróneas sobre as suas relações e cruzamentos atuais.

## Classificação

### Taxonomia
Superfamília Kinosternoidea
- Família Dermatemydidae
  -     - Dematemys
- Família Kinosternidae
  - Subfamília Kinosterninae
    - Género Kinosternon
    - Género Sternotherus

  - Subfamília Staurotypinae
    - Género Claudius
    - Género Staurotypus
- Família Platysternidae
  - Subfamília Platysterninae
    - Género Platysternon[1]

## Publicação original
- Joyce, Parham & Gauthier, 2004 : Developing a protocol for the conversion of rank-based taxon names to phylogenetically defined clade names, as exemplified by turtles. Journal of Paleontology, vol.|78, p.|989–1013